# ويليام واتس هارت ديفيس
ويليام واتس هارت ديفيس (بالإنجليزية: William Watts Hart Davis)‏ هو صحفي ومحامي أمريكي، ولد في 27 يوليو 1820، وتوفي في 26 ديسمبر 1910 في Doylestown, Pennsylvania ‏ في الولايات المتحدة.